# Povijest Rijeke
Tarsatica - Rimsko naselje na području današnjeg Starog grada u centru Rijeke, prvi put se spominje 180. godine prije Krista nakon što su rimske legije pobijedile ilirske pirate, starosjedioce na ovome prostoru.
1230. Prvi put se u dokumentima spominje Rika (Rijeka) Svetoga Vida o kojoj pišu venecijanski trgovci.
1315. Hugon II. Devinski, vlasnik grada osnovao je u Rijeci augustinski samostan uz kojega se gradi i Crkva Svetoga Jeronima
1336. – 1365. vlasnici Trsata su krčki knezovi Frankopani
1377. U Starom Gradu su sgrađeni Kosi toranj i Crkva blažene djevice Marije što su jedini preostali srednjovjekovni spomenici u Rijeci.
1438. Rijeka je dobila hospital (bolnicu), a dvije godine kasnije i prvu drogeriju
1453. Martin Frankopan sagradio je samostan na Trsatu uz dopuštenje pape Nikole V.
1465. Na temelju ugovora o uzajamnom nasljeđivanju, Wolfgang Walsee predaje Liburnijski feud, kao obiteljsko nasljedno dobro, Fridriku III. Habsburgu, a sebi zadržava pravo na doživotno uživanje Rijeke, koja do kraja 1. svjetskog rata ostaje pod vlašću obitelji Habsburg.
1509. Rijeku, opljačkanu i spaljenu zauzimaju Mlečani pod vodstvom zapovjednika Trevisana
1530. Pod vodstvom biskupa Šimuna Kožičića Benje u Rijeci je počela s radom prva tiskara u kojoj s tiskaju knjige na narodnom jeziku i na hrvatskom autohtonom pismu - glagoljici
1531. Rijeka dobiva prvi pisani gradski statut
1531. Uskočki kapetan Petar Kružić dao je izgraditi prve trsatske stube
1595. Turci su izbili na Grobničko polje, a u Rijeci je proglašena nesigurnost
1599. Velika kuga odnijela je živote čak 300 od 3000 Riječana nastanjenih unutar gradskih zidina
1627. Počeci sveučilišta u Rijeci, isusovci osnivaju prvu gimnaziju
1638. Započinje gradnja Crkve Svetoga Vida prema projektu Giacoma Briana
1659. Rijeka dobiva grb s dvoglavim orlom i natpisom “Indeficienter” - “Nepresušiv” odlukom cara Leopolda I.
1690. U Rijeci se otvara prvi konzulat, i to Dubrovačke Republike.
1719. Rijeka je proglašena slobodnom lukom odlukom cara Karla VI.
1728. U povodu otvorenja karolinške ceste (Rijeka - Karlovac) Rijeku je posjetio car Karlo VI.
1750. Snažan potres razara Rijeku. Serija potresa nastavlja se cijelu godinu
1754. U Rijeci je počela s radom rafinerija šećera koja je zapošljavala 1000 ljudi
1779. Rijeka odlukom Marije Terezije postaje corpus separatum, odnosno tijelo izdvojeno i autonomno od država koje okružuju grad, a izravno podređeno ugarskoj kruni.
1805. U Rijeci je prema vlastitom projektu A. Lj. Adamić, podigao kameno kazalište, tada jedno od najvećih u Europi
1809./1810. Dovršena lujzinska cesta (Lujzijana) nazvana po Napoleonovoj ženi
1821. Utemeljena riječka Hartera (tvornica papira)
1852. U Rijeci je puštena u rad prva plinara, a Rijeku je noću osvjetljavalo 226 plinskih svjetiljki
1848. Josip Bunjevac u ime Bana Josipa Jelačića oslobađa Rijeku, raspušta gradsku upravu i utemeljuje Riječku Županiju.
1868. Rijeka je opet kao corpus separatum stavljena pod ugarsku krunu gdje je ostala sve do 1918. godine.
1873. Rijeka je željezničkom prugom spojena s Pivkom (tada Sv. Petar) i Karlovcem
1882. Utemeljena rafinerija nafte na Mlaki; Rijeka dobiva modernu kanalizaciju
1885. Podignuto riječko kazalište, današnji HNK Ivana pl. Zajca
1888. Otvoren hotel Continental
1891. Podignuta je zgrada željezničkoga kolodvora
1896. Dovršena izgradnja gradskoga vodovoda
1899. Rijekom prometuje električni tramvaj 
1905. U današnjoj zgradi Radio Rijeke donesena je Riječka rezolucija, temelj povezivanja Hrvatske i Ugarske u obrani od bečkih interesa
1914. Dovršena zgrada kazališta Fenice, s čak 1450 sjedećih mjesta. Svojom jedinstvenom konstrukcijom i inovacijama u kazališnoj tehnici tada jedna od najsuvremenijih Europi.
1918. 27.10. Narodno vijeće riječkih Hrvata proglašava prikljućenje Hrvatskoj
1918. 02. 11. Riječki Consiglio nazionale preuzima upravljanje gradom
1918. 04.11. Talijanski ratni brod Emanuele Filiberto ulazi u riječku luku
1918. 17.11. Francuski razarač Audace iskrcava američke i engleske trupe koje preuzimaju kontrolu u gradu, američki predsjednik Wilson postaje arbitar u jugoslavensko-talijanskom sporu oko grada. Predlaže da se grad Rijeka uredi kao samostalna država i potencijalno sjedište Lige naroda.
1919. D'Annunzijevi crnokošuljaši okupiraju grad i proglašavaju talijansku regenciju Kvarnera. 
1920. 12. studeni, potpisan Rapallski ugovor između Italije i Kraljevine SHS kojim obje strane priznaju 'potpunu slobodu nezavisnost Države Rijeka (Fiume) i obavezuju se da će to vječno poštivati'.
1920. 24. – 29. prosinac, Krvavi Božić. D' Annunzio vojnom akcijom istjeran iz grada
1921. Na izborima Autonomna stranka (uz podršku i većine glasova riječkih Hrvata) dobiva 6558, a nacionalni blok (fašistička, liberalna i demokratska stranka) 3443 glasova. Predsjednik Vlade Slobodne Države Rijeka - Stato libero di Fiume postaje šef Autonomne stranke Ricardo Zanella.
1922. Fašisti izvode puč, legalna Vlada prebjegla u Kraljevicu
1924. Rimskim ugovorom Kraljevina SHS pristaje na priključenje Rijeke Italiji.
1935. Započinje gradnja riječkoga nebodera prema projektu Umberta Nordija
1943. Njemačka vojska okupira grad i formira Operativno vijeće Jadranskog primorja.
1944. Objavljen 'Liburnijski memorandum' kojim se predlaže konfederalna država s tri kantona Rijekom, Sušakom i Bistricom. Otoci Krk, Cres i Lošinj ušli bi u zajednički kondominij.
1945. 3. svibnja Rijeka je oslobođena od njemačke okupacije.
1946. Rijeka kao nastavak CC Fiumane osniva nogometni klub pod nazivom SD Kvarner-SS Quarnero, danas NK Rijeka.
1947. Mirovnim ugovorom u Parizu, Rijeka i Istra službeno su vraćene Hrvatskoj. Veliki broj Riječana (uključujući i brojne riječke Hrvate) napušta grad i iskorištava mogućnost (opciju) odlaska u Italiju (optanti).
1962. Općine Stari Grad, Sušak i Zamet spajaju se u općinu Rijeka.
1984. Dogodio se najveći sportski događaj u Rijeci gdje se odigrala nogometna utakmica NK Rijeke i Real Madrida koja je završila pobjedom Rijeke od 3:1.
1991. Grad Rijeka ponovno nakon 45 godina, svake godine obilježava Dan svoga zaštitnika Svetog Vida, pa je 15. lipanj ujedno postao i Dan Grada Rijeke koji se svečano obilježava vjerskim i pučkim slavljem.
1991. Rijeka je prema popisu stanovništva imala 164.000 stanovnika
1992. ukinuta je općina Rijeka, a umjesto nje nastaju grad Rijeka te općine Kastav, Viškovo, Kostrena, Čavle, Jelenje, Bakar i Kraljevica. Formirana je Županija Primorsko-goranska.
1995. U Rijeci se dogodio teroristički napad, prvi udar islamskog terorizma u Europi. Napad je izvela Egipatska teroristička organizacija Al Gamma'a Al-Islamiyya.
2003. U Rijeci potpisani ugovori između Svjetske banke, Vlade Republike Hrvatske te Hrvatskih autocesta, Hrvatskih cesta, Lučke uprave i Luke Rijeka u ukupnoj protuvrijednosti od 156,5 milijuna USD. Kreditom će se financirati zahtjevan razvojni projekt modernizacije riječke luke i obnove riječkog prometnog pravca - Rijeka Gateway Project
2020. Rijeka je Europska prijestolnica kulture.

## Zanimljivosti
- Interesantno je da se prilikom napada Trećeg Reicha na Kraljevinu Jugoslaviju u travnju 1941. g., talijanska vojska u Rijeci umjesto za napad pripremila za obranu. Naime, talijanski obavještajci su prikupljali posve netočne podatke o gomilanju i snazi jugoslavenske vojske u graničnom pojasu. Čini se da je tomu razlog djelovanje TIGR-a, tajne organizacije Hrvata i Slovenaca na području, tada talijanskih, Istre, Trsta i Julije. U strahu da neće uspjeti obraniti Rijeku talijansko je zapovjedništvo naredilo evakuaciju čak 47 000 stanovnika Rijeke te izvršilo mobilizaciju i pripremila vojsku za obranu. Tek kada je njemačka vojska u svega nekoliko dana razbila vojsku Kraljevine Jugoslavije, talijanska je vojska iz Rijeke prešla na Sušak.[5]